# J&T Banka Prague Open 2018 - Qualificazioni singolare
Le qualificazioni del singolare del J&T Banka Prague Open 2018 sono state un torneo di tennis preliminare per accedere alla fase finale della manifestazione. Le vincitrici dell'ultimo turno sono entrate di diritto nel tabellone principale. In caso di ritiro di una o più giocatrici aventi diritto a queste sono subentrate le lucky loser, ossia le giocatrici che hanno perso nell'ultimo turno ma che avevano una classifica più alta rispetto alle altre partecipanti che avevano comunque perso nel turno finale.

## Teste di serie
1. Stefanie Vögele (qualificata)
2. Miyu Katō  (primo turno)
3. Tamara Korpatsch (ultimo turno, lucky loser)
4. Jasmine Paolini (ultimo turno, lucky loser)

1. Anna Kalinskaya (primo turno)
2. Patty Schnyder (qualificata)
3. Antonia Lottner (qualificata)
4. Marta Kostyuk (primo turno)

## Qualificate
1. Stefanie Vögele
2. Elena-Gabriela Ruse

1. Patty Schnyder
2. Antonia Lottner

### Lucky loser
1. Tamara Korpatsch

1. Jasmine Paolini

## Tabellone

### Legenda
| - Q = Qualificato - WC = Wild card - LL = Lucky loser | - ALT = Alternate - SE = Special Exempt - PR = Protected Ranking | - w/o = Walkover - r = Ritirato - d = Squalificato |

### Sezione 1
|  | Primo turno | Primo turno          | Primo turno          | Primo turno | Primo turno |  |  | Secondo turno | Secondo turno     | Secondo turno     | Secondo turno     | Secondo turno     |   |   | Ultimo turno | Ultimo turno    | Ultimo turno    | Ultimo turno | Ultimo turno |  |
|  |             |                      |                      |             |             |  |  |               |                   |                   |                   |                   |   |   |              |                 |                 |              |              |  |
|  | 1           | Stefanie Vögele      | Stefanie Vögele      | 6           | 6           |  |  |               |                   |                   |                   |                   |   |   |              |                 |                 |              |              |  |
|  |             | Valentina Ivakhnenko | Valentina Ivakhnenko | 0           | 2           |  |  | 1             | Stefanie Vögele   | Stefanie Vögele   | 6                 | 6                 |   |   |              |                 |                 |              |              |  |
|  |             | Diāna Marcinkēviča   | 4                    | 7           | 1           |  |  |               | Misaki Doi        | Misaki Doi        | 4                 | 2                 |   |   |              |                 |                 |              |              |  |
|  |             | Misaki Doi           | 6                    | 5           | 6           |  |  |               |                   |                   |                   |                   |   |   | 1            | Stefanie Vögele | Stefanie Vögele | 6            | 6            |  |
|  | PR          | Réka Luca Jani       | Réka Luca Jani       | 2           | 3           |  |  |               |                   |                   | Anastasia Zarycká | Anastasia Zarycká | 4 | 2 |              |                 |                 |              |              |  |
|  |             | Priscilla Hon        | Priscilla Hon        | 6           | 6           |  |  |               | Priscilla Hon     | Priscilla Hon     | 4                 | 4                 |   |   |              |                 |                 |              |              |  |
|  |             | Anastasia Zarycká    | 3                    | 6           | 1           |  |  |               | Anastasia Zarycká | Anastasia Zarycká | 6                 | 6                 |   |   |              |                 |                 |              |              |  |
|  | 5           | Anna Kalinskaya      | 6                    | 2           | 0r          |  |  |               |                   |                   |                   |                   |   |   |              |                 |                 |              |              |  |

### Sezione 2
|  | Primo turno | Primo turno         | Primo turno        | Primo turno | Primo turno |  |  | Secondo turno       | Secondo turno       | Secondo turno       | Secondo turno       | Secondo turno       |   |   | Ultimo turno      | Ultimo turno      | Ultimo turno      | Ultimo turno | Ultimo turno |  |
|  |             |                     |                    |             |             |  |  |                     |                     |                     |                     |                     |   |   |                   |                   |                   |              |              |  |
|  | 2           | Miyu Katō           | Miyu Katō          | 4           | 2           |  |  |                     |                     |                     |                     |                     |   |   |                   |                   |                   |              |              |  |
|  |             | Tereza Martincová   | Tereza Martincová  | 6           | 6           |  |  |                     | Tereza Martincová   | Tereza Martincová   | 7                   | 6                   |   |   |                   |                   |                   |              |              |  |
|  |             | Deborah Chiesa      | 5                  | 6           | 6           |  |  |                     | Deborah Chiesa      | Deborah Chiesa      | 5                   | 3                   |   |   |                   |                   |                   |              |              |  |
|  | WC          | Miriam Kolodziejová | 7                  | 2           | 2           |  |  |                     |                     |                     |                     |                     |   |   | Tereza Martincová | Tereza Martincová | Tereza Martincová | 2            | 62           |  |
|  | WC          | Karolína Beránková  | Karolína Beránková | 5           | 1           |  |  |                     |                     | Elena-Gabriela Ruse | Elena-Gabriela Ruse | Elena-Gabriela Ruse | 6 | 7 |                   |                   |                   |              |              |  |
|  |             | Viktoriya Tomova    | Viktoriya Tomova   | 7           | 6           |  |  | Viktoriya Tomova    | Viktoriya Tomova    | Viktoriya Tomova    | 2                   | 6                   |   |   |                   |                   |                   |              |              |  |
|  |             | Elena-Gabriela Ruse | 2                  | 7           | 6           |  |  | Elena-Gabriela Ruse | Elena-Gabriela Ruse | Elena-Gabriela Ruse | 6                   | 7                   |   |   |                   |                   |                   |              |              |  |
|  | 8           | Marta Kostyuk       | 6                  | 5           | 3           |  |  |                     |                     |                     |                     |                     |   |   |                   |                   |                   |              |              |  |

### Sezione 3
|  | Primo turno | Primo turno             | Primo turno             | Primo turno | Primo turno |  |  | Secondo turno | Secondo turno     | Secondo turno     | Secondo turno  | Secondo turno  |   |   | Ultimo turno | Ultimo turno     | Ultimo turno     | Ultimo turno | Ultimo turno |  |
|  |             |                         |                         |             |             |  |  |               |                   |                   |                |                |   |   |              |                  |                  |              |              |  |
|  | 3           | Tamara Korpatsch        | 6                       | 2           | 6           |  |  |               |                   |                   |                |                |   |   |              |                  |                  |              |              |  |
|  |             | Michaela Hončová        | 3                       | 6           | 3           |  |  | 3             | Tamara Korpatsch  | 6                 | 3              | 6              |   |   |              |                  |                  |              |              |  |
|  |             | Tessah Andrianjafitrimo | Tessah Andrianjafitrimo | 3           | 2           |  |  | PR            | Rebecca Šramková  | 4                 | 6              | 4              |   |   |              |                  |                  |              |              |  |
|  | PR          | Rebecca Šramková        | Rebecca Šramková        | 6           | 6           |  |  |               |                   |                   |                |                |   |   | 3            | Tamara Korpatsch | Tamara Korpatsch | 1            | 5            |  |
|  | WC          | Aneta Kladivová         | Aneta Kladivová         | 2           | 1           |  |  |               |                   | 6                 | Patty Schnyder | Patty Schnyder | 6 | 7 |              |                  |                  |              |              |  |
|  |             | Marina Mel'nikova       | Marina Mel'nikova       | 6           | 6           |  |  |               | Marina Mel'nikova | Marina Mel'nikova | 3              | 5              |   |   |              |                  |                  |              |              |  |
|  |             | Marie Bouzková          | Marie Bouzková          | 2           | 1           |  |  | 6             | Patty Schnyder    | Patty Schnyder    | 6              | 7              |   |   |              |                  |                  |              |              |  |
|  | 6           | Patty Schnyder          | Patty Schnyder          | 6           | 6           |  |  |               |                   |                   |                |                |   |   |              |                  |                  |              |              |  |

### Sezione 4
|  | Primo turno | Primo turno      | Primo turno      | Primo turno | Primo turno |  |  | Secondo turno | Secondo turno    | Secondo turno    | Secondo turno   | Secondo turno   |   |   | Ultimo turno | Ultimo turno    | Ultimo turno    | Ultimo turno | Ultimo turno |  |
|  |             |                  |                  |             |             |  |  |               |                  |                  |                 |                 |   |   |              |                 |                 |              |              |  |
|  | 4           | Jasmine Paolini  | Jasmine Paolini  | 6           | 6           |  |  |               |                  |                  |                 |                 |   |   |              |                 |                 |              |              |  |
|  | Alt         | Shūko Aoyama     | Shūko Aoyama     | 1           | 3           |  |  | 4             | Jasmine Paolini  | Jasmine Paolini  | 6               | 6               |   |   |              |                 |                 |              |              |  |
|  |             | Chantal Škamlová | Chantal Škamlová | 1           | 3           |  |  |               | Ulrikke Eikeri   | Ulrikke Eikeri   | 3               | 0               |   |   |              |                 |                 |              |              |  |
|  |             | Ulrikke Eikeri   | Ulrikke Eikeri   | 6           | 6           |  |  |               |                  |                  |                 |                 |   |   | 4            | Jasmine Paolini | Jasmine Paolini | 3            | 5            |  |
|  |             | Jesika Malečková | Jesika Malečková | 3           | 4           |  |  |               |                  | 7                | Antonia Lottner | Antonia Lottner | 6 | 7 |              |                 |                 |              |              |  |
|  | WC          | Barbora Štefková | Barbora Štefková | 6           | 6           |  |  | WC            | Barbora Štefková | Barbora Štefková | 2               | 0               |   |   |              |                 |                 |              |              |  |
|  |             | Petra Krejsová   | Petra Krejsová   | 4           | 3           |  |  | 7             | Antonia Lottner  | Antonia Lottner  | 6               | 6               |   |   |              |                 |                 |              |              |  |
|  | 7           | Antonia Lottner  | Antonia Lottner  | 6           | 6           |  |  |               |                  |                  |                 |                 |   |   |              |                 |                 |              |              |  |